# Laguna Obrajuelo
A  Laguna Obrajuelo é um lago localizado na Guatemala. Localiza-se no departamento de Jalapa, Município de Agua Blanca.